# Blondelia arizonica
Blondelia arizonica là một loài ruồi trong họ Tachinidae.